# Anders Johnson (cyclisme)
Ne doit pas être confondu avec Anders Johnson.
Anders Johnson, né le 26 février 1998 à Huntshille, est un coureur cycliste américain. Durant sa carrière, il participe à des compétitions sur route, sur piste, en VTT et aussi en cross triathlon.

## Biographie
Anders Johnson est originaire d'Huntshille, un village rural implanté au nord de l'Utah. Durant sa jeunesse, il pratique d'abord le VTT. Il est notamment vice-champion national de cross-country en 2015. La même année, il représente son pays aux championnats du monde. Il est aussi devenu champion du monde de Xterra Triathlon en 2021, dans la catégorie des 20-24 ans,. En parallèle des compétitions, il étudie la médecine à l'université d'État polytechnique de Californie. Il s'est tout particulièrement spécialisé dans les maladies cardiovasculaires ainsi que la génétique des athlètes de haut niveau. Sa formation lui a ouvert les voies du coaching. Il a ainsi entraîné de jeunes vététistes américains entre 2020 et 2022, pour le compte de l'USA Cycling. 
À partir de 2022, il se spécialise dans les épreuves d'endurance en cyclisme sur piste. Membre de l'équipe des États-Unis, il se révèle au plus haut niveau lors de la saison 2023 en obtenant diverses médailles aux championnats panaméricains et aux Jeux panaméricains. Il devient par ailleurs triple champion national, dans la poursuite individuelle, l'omnium et la poursuite par équipes. Grâce à ses performances, il représente son pays natal aux championnats du monde, organisés à Glasgow. 
En 2024, il confirme ses aptitudes en décrochant deux médailles d'or aux championnats panaméricains. Il domine singulièrement les championnats des États-Unis en s'adjugeant quatre titres supplémentaires. De nouveau sélectionné pour les championnats du monde, il se classe cinquième de la poursuite par équipes, aux côtés de ses compatriotes David Domonoske, Grant Koontz et Brendan Rhim. Il termine par ailleurs huitième de la poursuite individuelle. 
Au printemps 2025, il participe à la Coupe des Nations à Konya. Lors de la poursuite par équipes, il fait partie du quatuor qui bat de cinq secondes le record national qui datait de 2009. L'équipe des États-Unis doit néanmoins se contenter de la deuxième place, derrière l'Australie.

## Palmarès sur piste

### Coupe des Nations
- 2025
  - 2e de la poursuite par équipes à Konya

### Jeux panaméricains
- Santiago 2023
  -  Médaillé de bronze de la poursuite par équipes

### Championnats panaméricains
- San Juan 2023
  -  Médaillé de bronze de la poursuite
  -  Médaillé de bronze de l'élimination
  -  Médaillé de bronze de la poursuite par équipes
- Carson 2024
  -  Champion panaméricain de poursuite
  -  Champion panaméricain de poursuite par équipes (avec David Domonoske, Grant Koontz et Brendan Rhim)
- Asuncion 2025
  -  Champion panaméricain de poursuite par équipes (avec Peter Moore, David Domonoske, Brendan Rhim et Sean Christian)

### Championnats nationaux
- 2022
  -  Champion des États-Unis de poursuite par équipes
- 2023
  -  Champion des États-Unis de poursuite individuelle
  -  Champion des États-Unis de l'omnium
  -  Champion des États-Unis de poursuite par équipes
  - 2e du championnat des États-Unis de la course aux points
- 2024
  -  Champion des États-Unis de poursuite individuelle
  -  Champion des États-Unis de poursuite par équipes
  -  Champion des États-Unis de la course aux points
  -  Champion des États-Unis du scratch

## Palmarès sur route
- 2025
  - 2e du championnat des États-Unis du contre-la-montre

## Palmarès en VTT
- 2015
  - 2e du championnat des États-Unis de cross-country juniors